# Toy Box: Fábrica de Brinquedos
Toy Box: Fábrica de Brinquedos (em inglês: The Toy Box) é um reality show americano que estreou em 7 de abril de 2017, na ABC. O reality retrata de aspirantes concorrentes empreendedores que apresentam brinquedo e invenções primeiro para um painel de produtos profissionais da indústria, em seguida, para um painel de crianças. Apenas brinquedos aprovado pelos adultos mentores são apresentados para o jure de crianças "na Caixa de Brinquedos," que selecionaram um brinquedo para avançar para as finais de cada episódio. O vendedor da temporada vai ter o brinquedo produzido e distribuído pela Mattel e sera vendidos na Toys "R" Us.
Em 16 de junho de 2017, A ABC renovou a série para uma segunda temporada.

## Juízes
| Crianças              | Temporadas | Temporadas |
| Crianças              | 1ª         | 2ª         |
| --------------------- | ---------- | ---------- |
| Noah Ritter           | Principal  | Principal  |
| Sophia Grace Brownlee | Principal  |            |
| Aalyrah Caldwell      | Principal  |            |
| Toby Grey             | Principal  |            |
| Adi Ash               | Principal  |            |
| Paxton Booth          | Principal  |            |
| Sydney Mae Estrella   | Principal  |            |
| Kyle Lee              | Principal  |            |
| Joachim Powell        | Principal  |            |
| Gideon Reynolds       | Principal  |            |
| Emma Sobel            | Principal  |            |
| Madison Stevens       | Principal  |            |
| Olivia Trujillo       | Principal  |            |

## Episódios
"SIM" e "NÃO" para indicar o resultado dos adultos; "FINALISTA" designa o brinquedo escolhido pelas crianças júri para avançar para as finais.

## Lista de Brinquedos em destaque naToys "R" Us
Outros do que a garantida da Mattel no contrato para o vencedor, outros não ganhar brinquedos tem destaque as vezes na Toys "R" Us. Ocasionalmente, o brinquedo tem sua marca alterada antes de ser lançado.
- "Artsplash™ 3D Liquid Art" – apareceu em "Episódio 7" e "Episódio 8" como "3D Liquid Art"
- "Sweet Shaper™" – apareceu em "Episódio 6" e "Episódio 8" como "Candy Krusher"
- "Noisy Persons™" – apareceu em "Episódio 7" como "Noisy Person Cards"

## Lista de Todos os Brinquedos Apresentados
| Season | Episode     | Sequence | Toy Name                 | Presented By                                          | Availability            |
| ------ | ----------- | -------- | ------------------------ | ----------------------------------------------------- | ----------------------- |
| 1      | "Episode 1" | 1        | Arya Ball                | Babak from Carlsbad, California                       | Not Yet Available       |
| 1      | "Episode 1" | 2        | Wacky Worm Racing Game   | Cedric from Orlando, Florida                          | Crowd Funding           |
| 1      | "Episode 1" | 3        | Niya Doll                | Darla from Columbia, South Carolina                   | Not Yet Available       |
| 1      | "Episode 1" | 4        | Swurfer                  | Rob from Charleston, South Carolina                   | Available               |
| 1      | "Episode 1" | 5        | Party Cannon             | Rick from Miami Springs, Florida                      | Not Yet Available       |
| 1      | "Episode 2" | 1        | Butterfly Book           | Michelle from Naples, Florida                         | Unknown                 |
| 1      | "Episode 2" | 2        | My Ballerina Doll        | Tiffany and Mark from Murrieta, California            | Available               |
| 1      | "Episode 2" | 3        | Snap N’ Roll             | Greg from Land O Lakes, Florida                       | Not Yet Available       |
| 1      | "Episode 2" | 4        | Lil’ Fruityz             | Jason from Hackettstown, New Jersey                   | Available               |
| 1      | "Episode 2" | 5        | Piñata Backpack          | Rebecca and Nicholas from Grass Valley, California    | Not Yet Available       |
| 1      | "Episode 3" | 1        | Tubelox                  | Rachel and Steve from Pleasant Grove, Utah            | Available               |
| 1      | "Episode 3" | 2        | Pool Cubes               | Troy from Fayetteville, Arkansas                      | Not Yet Available       |
| 1      | "Episode 3" | 3        | Emoti Plush              | Padmini from Naperville, Illinois                     | Available               |
| 1      | "Episode 3" | 4        | The Grid                 | Tom from Farmington, CT, and Mike from Sandy Hook, CT | Unknown                 |
| 1      | "Episode 3" | 5        | Lightbox Terrier         | Melissa from Pleasant Hill, California                | Not Yet Available       |
| 1      | "Episode 4" | 1        | Grandmas2Share           | Marguerite from Staten Island, New York               | Available               |
| 1      | "Episode 4" | 2        | The Walking Dinosaur     | Rick from Sacramento, California                      | Unknown                 |
| 1      | "Episode 4" | 3        | Parashoot                | Jackson from Gainesville, Georgia                     | Unknown                 |
| 1      | "Episode 4" | 4        | Cardtivity               | Steve from Randolph, New Jersey                       | Available               |
| 1      | "Episode 4" | 5        | Chromotag                | Larry and Steven from Chicago, Illinois               | Not Yet Available       |
| 1      | "Episode 5" | 1        | Wiggies                  | Kim from Los Angeles, California                      | Not Yet Available       |
| 1      | "Episode 5" | 2        | Jumpstix                 | Peter from Camarillo, California                      | Unknown                 |
| 1      | "Episode 5" | 3        | Maze-O                   | Jessica and Daniel from Lino Lakes, Minnesota         | Available               |
| 1      | "Episode 5" | 4        | Dueling Wizards          | Joe from Dearborn, Michigan                           | Available               |
| 1      | "Episode 5" | 5        | Plaliens                 | Melanie and Beth from Bakersfield, California         | Not Yet Available       |
| 1      | "Episode 6" | 1        | Candy Krusher            | Barry from Dallas, Texas                              | Available               |
| 1      | "Episode 6" | 2        | Connectimals             | Kurt and Hannah from Westfield, Wisconsin             | Available               |
| 1      | "Episode 6" | 3        | Bitblocks                | Will from Portland, Oregon                            | Not Yet Available       |
| 1      | "Episode 6" | 4        | Curly Girls United       | Margaret from Tinley Park, Illinois                   | Available               |
| 1      | "Episode 6" | 5        | Quadball                 | Chris from Huntington Beach, California               | Not Yet Available       |
| 1      | "Episode 7" | 1        | Cock it, Drop it, Rocket | Perry from Fort Lauderdale, Florida                   | Unknown                 |
| 1      | "Episode 7" | 2        | Noisy Person Cards       | Kat and James from Chicago, Illinois                  | Available               |
| 1      | "Episode 7" | 3        | 3D Liquid Art            | Ryan from Phoenix, Arizona                            | Available               |
| 1      | "Episode 7" | 4        | Pre-Bot                  | Roderick from Groton, Massachusetts                   | Not Yet Available       |
| 1      | "Episode 7" | 5        | Bedtime Story Bug        | Lori from Overland Park, Kansas                       | Available               |
| 2      | "Episode 1" | 1        | Soldier Ball             | Nate and Isaac from Albany, Georgia                   | Available               |
| 2      | "Episode 1" | 2        | Flip-O-Matic             | Brad from New York, New York                          | Unknown                 |
| 2      | "Episode 1" | 3        | Water Dodger             | Nate from South Euclid, Ohio                          | Not Yet Available       |
| 2      | "Episode 1" | 4        | Patio Pong               | Melissa from Woodstock, Georgia                       | Available               |
| 2      | "Episode 1" | 5        | Cyborg Princess          | James from Beaverton, Oregon                          | Unknown                 |
| 2      | "Episode 1" | 6        | Thingamatink             | Erin and Kayla from Oakland, California               | Available               |
| 2      | "Episode 1" | 7        | Go Chopstix              | Chuck from San Diego, California                      | Not Yet Available       |
| 2      | "Episode 2" | 1        | Monster Dice             | Brian from Erie, Pennsylvania                         | Crowd Funding           |
| 2      | "Episode 2" | 2        | CLICKEYbits              | Shep from Jenkintown, Pennsylvania                    | Available               |
| 2      | "Episode 2" | 3        | Furry Friends            | Lisa from New York, New York                          | Unknown                 |
| 2      | "Episode 2" | 4        | Mad Moves                | Ashley from Delray Beach, Florida                     | Crowd Funding           |
| 2      | "Episode 2" | 5        | Noochie Golf             | JoAnn, Sal, Dominic and Tre from Phoenix, Arizona     | Available               |
| 2      | "Episode 2" | 6        | Water Bugs               | Roger from Hampton, Connecticut                       | Unknown                 |
| 2      | "Episode 2" | 7        | The Bloom                | Steve from San Francisco, California                  | Available               |
| 2      | "Episode 3" | 1        | Chainy Charms            | Lizzy from Las Vegas, Nevada                          | Not Yet Available       |
| 2      | "Episode 3" | 2        | Fortune Spinner          | Mark from Cincinnati, Ohio                            | Available               |
| 2      | "Episode 3" | 3        | Hugalopes                | Jazz from Oakland, California                         | Available               |
| 2      | "Episode 3" | 4        | Rocket Pocket            | Gary and Nan from Tampa, Florida                      | Not Currently Available |
| 2      | "Episode 3" | 5        | Water Constructor        | Steven and Damaris from Logan, Utah                   | Not Yet Available       |
| 2      | "Episode 3" | 6        | Botallions               | Colin from Reno, Nevada                               | Crowd Funding           |
| 2      | "Episode 3" | 7        | Atom Ball                | Robert from Baytown, Texas                            | Not Yet Available       |
| 2      | "Episode 4" | 1        | PlayOut                  | Eddie from Atlanta, Georgia                           | Available               |
| 2      | "Episode 4" | 2        | Pillow Fight Pals        | Kyla from Phoenix, Arizona                            | Not Yet Available       |
| 2      | "Episode 4" | 3        | Hovercraft               | Bob from Cordova, Illinois                            | Unknown                 |
| 2      | "Episode 4" | 4        | Fidget Flow Toy          | Jennifer from Saranac, Michigan                       | Not Yet Available       |
| 2      | "Episode 4" | 5        | Flexxball                | Sanel and Priyam from Chicago, Illinois               | Available               |
| 2      | "Episode 4" | 6        | TechnoChic DIY           | Natasha from Jersey City, New Jersey                  | Available               |
| 2      | "Episode 4" | 7        | Mine Games               | Marvin from Los Angeles, California                   | Unknown                 |